# Андрій Аґрес
Андрій Аґрес (ісп. Andrés Basilio Agres) — ректор Технологічного інституту Буенос-Айреса, одного з найповажніших університетів Аргентини. Інженер за освітою, має українське походження.
Ступінь з будівельної інженерії Аґрес отримав в Університеті Буенос-Айреса, магістром наук з інженерних систем, аналізу політики та управління став у Технологічному університеті Дельфта. Новий ректор Технологічного Інституту Буенос-Айреса (ITBA)походить з родини з багаторічною історією діяльності в українській громаді Аргентини, залучався до громадської роботи, член української молодіжної організації «Пласт».
Має 15-річний досвід роботи в ITBA: обіймав посади доцента, директора департаменту індустріальної інженерії, декана інженерної школи та менеджменту, віце-канцлера. Був штатним науковим співробітником факультету технологій, політики та менеджменту Технологічного університету Дельфта (Нідерланди). Є досвідченим у сфері консалтингу, технічних консультацій з питань управління та аналізу даних.